# Agelasta balteata
Agelasta balteata là một loài bọ cánh cứng trong họ Cerambycidae.